# Krkavec (Plaská pahorkatina)
Krkavec (504 m) je vrch v Plaské pahorkatině poblíž severního okraje města Plzně. Přes vrcholovou část probíhá hranice obcí Chotíkov a Ledce, východní svahy náleží ke katastrům Záluží (část města Třemošná) a Bolevec (část města Plzně).
Krkavec představuje nejvyšší vrchol v rozsáhlých lesích na sever od Plzně (a po Radyni druhý nejvyšší bod v okolí města). Smrkové a borovo-smrkové lesy spolu s romantickými pozůstatky mnoha opuštěných lomů na pískovec a kaolin, kterými je návrší zbrázděno, jsou populárním místem vycházek Plzeňanů; oblast Krkavce protkává síť značených turistických cest (na vrcholu se jich sbíhá pět). Na Krkavci se vyskytují také chránění plazi jako zmije a slepýši.

## Rozhledna a vysílač

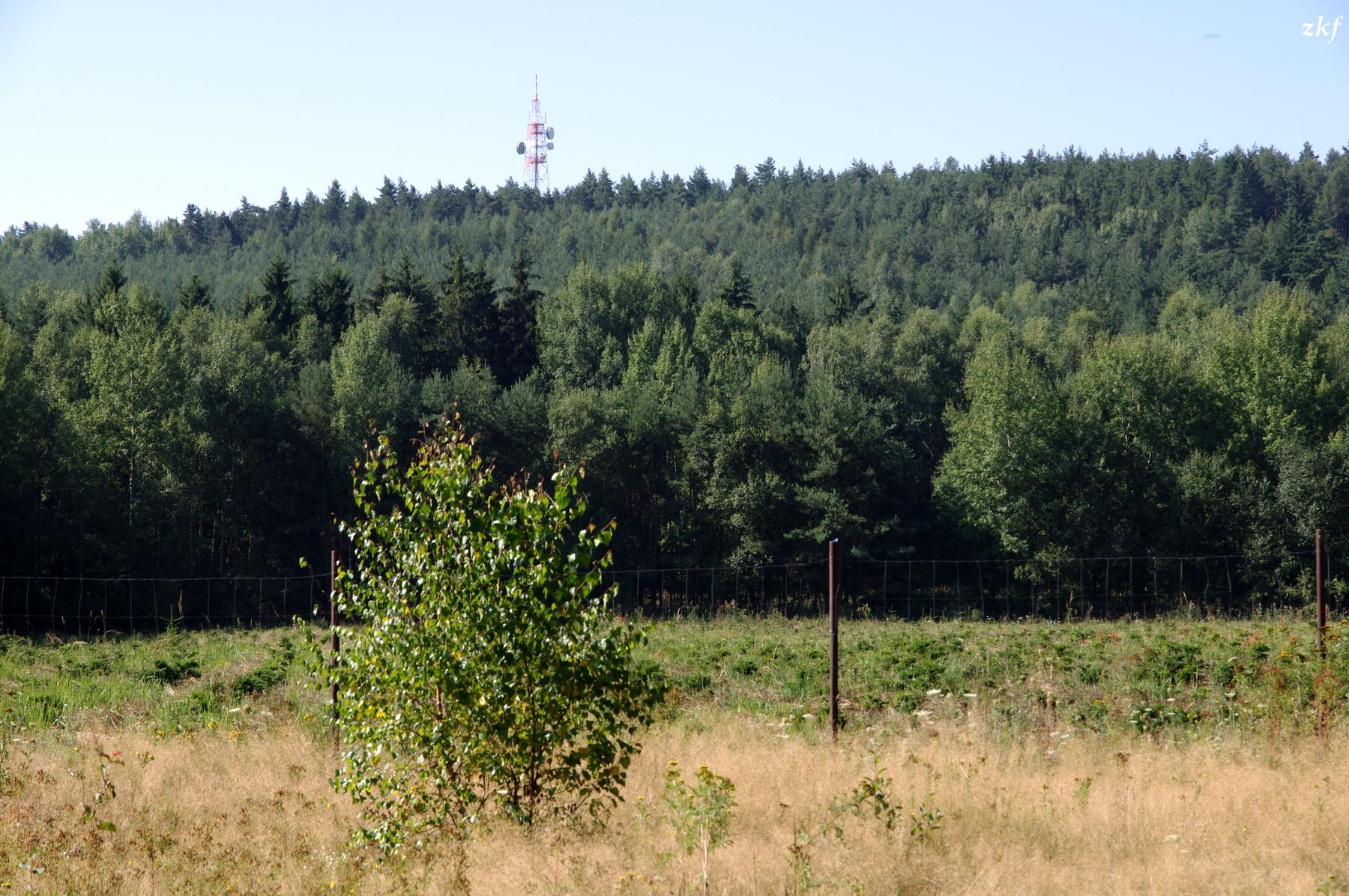
Pohled na Krkavec z cesty od rybníka Strženka

Pohled na Krkavec z Červeného Hrádku (pohled je spolu s Chlumem)

Na vrcholu stojí televizní vysílač, pak 18,2 metrů vysoká kamenno-cihlová rozhledna z roku 1900 (vlastní vrchol se všemi těmito stavbami patří ke katastru obce Ledce) a k ní přistavěná chata.
Za jasného počasí je vidět až na šumavské vrcholky.

### Historie rozhledny
Vrcholek hory Krkavec (kolem roku 1358 se vrch nazýval Drsník), který má 505 m n. m., je jeden ze tří významných vrcholů v okolí Plzně (další dva jsou Radyně a Chlum). Z tohoto důvodu byl vždycky cílem turistů, proto v roce 1893 došlo k vytvoření plánů ke stavbě dřevěné rozhledny, tato však nebyla postavena. Ke stavbě rozhledny přispěla až obec Ledce, v jejímž katastru se vrchol hory nachází. Obec kromě pozemku poskytla stavební materiál z lomu. Projekt rozhledny vytvořil tehdejší profesor plzeňské průmyslové školy J. Kubeš – v projektu byla navržena 18metrová kamenná a cihlová věž, přičemž do dvou třetin výšky byla z kamene a z poslední nejvyšší třetiny z cihel. Tvar měla válcovitý a byla postavena na osmibokém podstavci. Na hlavní ochoz ve výšce 16 m vede 98 kamenných schodů a na druhý vedlejší vede z prvního ochozu kovový žebřík s 8 příčkami. Vrchol rozhledny ozdobil svatováclavskou korunou (která byla později snesena). Rozhledna byla postavena v období srpna až října 1900, na jaře 1901 bylo upraveno okolí rozhledny. Slavnostně byla rozhledna otevřena 19. května 1901 a byla tehdy pojmenována po jednom ze zakladatelů Klubu českých turistů v Plzni, a to profesoru Janu Simlovi.
Z důvodu zvýšených turistických aktivit byla k rozhledně přistavena původně dřevěná turistická chata KČT z roku 1925 dle návrhu Hanuše Zápala. Ke stavbě chaty dal opět podnět KČT a chata dostala jméno po dalším ze zakladatelů klubu v Plzni, a to po Antonínu Kostincovi. Chata dokázala ubytovat až 16 osob ve čtyřech pokojích.
V říjnu a listopadu roku 1938 byla rozhledna neprávem obsazena německým vojskem. Po druhé světové válce do roku 1953 sloužila turistům. Od roku 1953 byla rozhledna i s přilehlým okolím nepřístupná a sloužila jako vojenská hláska a stavba k přenosu signálu. Následné přestavby deformovaly původní vyvážený soubor staveb, na místě původní dřevěné chaty byla postavena zděná budova sloužící armádě, která navíc přidala jedno patro, navíc roku 1977 k nim byl přistavěn 58 metrů vysoký anténní televizní vysílač. Od 1. června 1989 je rozhledna přístupná, přičemž radiokomunikační význam lokality nadále trvá.

#### Po sametové revoluci
Na začátku 90. let 20. století byly rozhledna i chata vráceny Klubu českých turistů. Klub zpřístupnil rozhlednu, ale na rekonstrukci neměl dost financí. Přesně z toho důvodu proto došlo v březnu 1996 k bezúplatnému převodu objektů do vlastnictví Plzeňské sportovní unie. Provoz rozhledny však byl ve ztrátě a proto byl celý areál pronajímán, včetně krátkého období, kdy byl v budovách noční klub a podle některých zdrojů i nevěstinec. V roce 2000 celý areál koupila společnost GES-Electronics, a.s. a ta provedla rekonstrukci budov za 10 milionů Kč a umístila tam svou obchodní divizi. Rozhledna však v tomto období otevřena nebyla a pro veřejnost byla zavřena. V srpnu 2007 celá firma přesídlila do Plzně a celý areál nabídla k prodeji za 20 milionů Kč (později za 17 milionů, v roce 2010 za 14 milionů a v roce 2016 za 7 milionů).
Od roku 2005 je vysílač vylepšen o nový anténní nosič a postupem času na něj byly z kamenné rozhledny přemisťovány anténní systémy pro radiokomunikační služby.
Na jaře 2012 dostala firma GES-Electronics, a.s. dotaci 150 000 Kč od plzeňského Krajského úřadu za účelem opravy rozhledny. Celkové náklady byly 200 000 Kč a rekonstrukce byla provedena firmou L&B STAV s.r.o. a v rámci rekonstrukce byly opraveny omítky, schody a na vrchol rozhledny vrácena svatováclavská koruna. Poté byla rozhledna pronajata KČT Plzeň – Bolevec, jenž rozhlednu 30. června 2012 zpřístupnil veřejnosti. Na jaře 2021 byla rozhledna koupena Michalem Roudem, který zde zařídil občerstvení a nechal na podzim stejného roku zrekonstruovat společenskou místnost.

## Pověst
Podle pověsti bylo na vrcholu kopce Krkavec v dávných dobách obětiště, pomocí něhož se předpovídala budoucnost. Lidé z okolí hory před každým větším rozhodnutím a nebo větším cestováním přinášeli dary a obětiny bohům, a to zvířata a nebo i část úrody. Kněží pak tyto obětiny obětovali a pomocí nich věštili. Věštění se provádělo zapálením oběti na oltáři a pak kněží pozorovali krkavce a podle jejich chování určili budoucnost. Z množství krkavců pochází tedy název hory Krkavec. Pokud krkavci přilétli po obětování a kroužili nad obětištěm, tak byl výsledek nepříznivý a pokud odlétli pryč a vrátili se až po dokončení obětování, tak měl být výsledek příznivý.